# プブリウス・ウァレリウス・プブリコラ (紀元前475年の執政官)
プブリウス・ウァレリウス・プブリコラ(ラテン語: Publius Valerius Publicola, 生年不詳 - 紀元前460年)は、紀元前475年と紀元前460年の共和政ローマの執政官である。紀元前462年にはインテルレクス（執政官選出のための臨時職）を務めている。

## 略歴

### 最初のコンスルシップ
この頃ローマでは護民官による前年の執政官の告発という嵐が吹き荒れていた。紀元前476年にはティトゥス・メネニウス・ラナトゥスが罰金刑を言い渡され憤怒のあまり死去し、紀元前475年にはスプリウス・セルウィリウス・ストルクトゥスが堂々たる反論によって無罪を勝ち取った。
裁判が終わり国内の動揺が収まると、今度はサビニ人の援軍を得たウェイイとの戦いが始まり、ウァレリウスはウェイイとサビネとの戦争を指揮する事となった。ローマ軍はラティウム同盟とヘルニキ族からの支援部隊で増強されていた。
サビニ軍はウェイイの城壁の外に野営していた。ウァレリウスはこの防御戦を攻撃した。サビニ軍は野営地から出撃して来たが、ローマ軍の方が優勢で野営地の門を占領した。ウェイイ軍も街から出撃して来たが、しかしその攻撃は組織だっておらず、ローマの騎兵がウェイイ軍を一掃し、ローマ軍に勝利をもたらした 。
この勝利のために、ウァレリウスは凱旋式を実施する栄誉を得、5月1日に凱旋式が実施されている。翌年にはウェイイ側から講和の申し出があり、40年間の不戦条約が結ばれた。

### 二度目のコンスルシップ
2回目の執政官を務めた紀元前460年、表面上は穏やかな幕開けではあったが、裏ではやはりプレブスとパトリキの対立が続いており、対外的にはウォルスキ族とアエクイ族との戦いが恒常化していた。
こうした中、サビニ人のアッピウス・ヘルドニウスが2500人の奴隷と追放ローマ人を率いて夜の間にカピトリヌスの丘に登って要塞を占領するという事件が起こった。市民は動揺し武器を取ろうとしたが、身分闘争の続いている時勢でもあり、執政官は民衆の混乱を収拾する事に努めた。日が昇るとヘルドニウスは奴隷の解放などを要求し始めた。
元老院議員と執政官たちは対応を協議したが、ウェイイとサビニ人が裏にいる事が予想された。トゥスクルムに援軍を求める一方、ウァレリウスはプレブスとパトリキの双方にこの国難に一致団結するよう働きかけ、援軍が到着すると軍を率いカピトリヌスの丘へ登って戦った。最前線で督戦していたウァレリウスは早い段階で戦死してしまったが、激戦のため兵たちはその事を知らないままに丘を取り戻し、治安は回復された。奴隷たちは処罰され、トゥスクルムには感謝状が送られた。血で汚された丘は厳重に清められたという。
その後、彼の代わりの補充執政官として、ルキウス・クィンクティウス・キンキナトゥスが選出された。

## 一族
ウァレリウスは、紀元前509年の執政官であった半伝説的な政治家である、同名のプブリウス・ウァレリウス・プブリコラの子息と言われるが、他の記録では彼の子息はレギッルス湖畔の戦いで戦死したとされている。したがって、子ではなく孫である可能性もある。

## 参考資料
1. 1 2  ティトゥス・リウィウス『ローマ建国史』、ii.52
2. 1 2  ティトゥス・リウィウス『ローマ建国史』、ii.53
3. ↑  凱旋式のファスティ
4. ↑  ティトゥス・リウィウス『ローマ建国史』、iii. 15
5. ↑  ティトゥス・リウィウス『ローマ建国史』、iii. 16-18
6. ↑  ティトゥス・リウィウス『ローマ建国史』、ii. 52, 53, iii. 15-19.
7. ↑  ハリカルナッソスのディオニュシオス『ローマ古代誌』、ix. 28, x. 14-17.